# Бондаренко, Николай Петрович
Николай Петрович Бондаренко (род. 26 июля 1948, Сталинская область, УССР, СССР) — советский и российский дипломат.

## Биография
1976 год — окончил Московский государственный институт международных отношений.
1988 год — окончил Дипломатическую академию МИД СССР.
В МИДе СССР и России с 1988 года. Занимая различные дипломатические должности, работал в центральном аппарате Министерства иностранных дел и за рубежом.
1988—1993 гг. — 1-й секретарь, советник Посольства СССР, России в Болгарии.
1993—1994 гг. — советник Департамента Европы.
1994—1997 гг. — заведующий отделом, начальник отдела Болгарии Третьего Европейского департамента МИД.
1997—1998 гг. — генеральный консул России в г. Пловдиве (Болгария).
1999—2002 гг. — генеральный консул России в г. Даугавпилсе (Латвия)
2002 - 2005 гг.  -  начальник отдела стран СНГ Департамента кадров МИД.
2005 - 2010 гг. — генеральный консул России в г. Нарве (Эстония)
Имеет дипломатический ранг Чрезвычайного и Полномочного Посланника 2-го класса (1998).
Владеет болгарским, английским, французским и украинским языками.